# Гидке каченя (мультфільм)
«Гидке каченя» (рос. Гадкий утёнок) — радянський мальований мультфільм, екранізація за мотивами казки Ганса Крістіана Андерсена. Створено на кіностудії «Союзмультфільм» у 1956 році.

## Сюжет
У качки вилупилися каченята. Одне з них було пізнім, та й зовні не вдалося. Стара качка налякала мати, що це індича, не інакше, але плавав він краще, ніж інші каченята. Всі мешканці пташиного двора нападали на гидке каченя, навіть пташниця відштовхувала від корму. Мати спочатку заступалася, але потім теж пішла проти потворного сина. Одного разу каченя не витримало і втекло у болото, де жили дикі гуси, знайомство з якими закінчилося сумно: хоча два молодих гусаки та запропонували дивовижному каченяті дружити, їх тут же вбили мисливці (мисливський собака пробіг повз каченя — «мабуть, я такий бридкий, що навіть собаці огидно з'їсти мене!» — подумало каченя). Вночі воно дісталося хатинки, в якій жили старенька, кіт і курка. Жінка дала йому притулок, зосліпу прийнявши за жирну качку, але кіт і курка, які вважали себе господарями оселі, цькували нового співмешканця, бо він не вмів нести яйця і муркотіти. Коли каченя захотіло плавати, курка заявила, що це все від дурості, і виродок пішов жити на озеро, де всі як і раніше сміялися над ним. Одного разу він побачив лебедів і полюбив їхню красу так, як ніколи нічого не любив.
Взимку каченя замерзло і селянин приніс його додому, відігрів, але від переляку пташеня наробило шкоди та втекло. Всю зиму воно просиділо в очереті. Навесні злетівши, воно побачило, що пливуть лебеді. Каченя вирішило віддатися на погибель прекрасним птахам, і тут воно побачило своє відбиття у воді: каченя також стало лебедем! Про це щастя воно і не мріяло, коли було гидким каченям.

## Творці
- Сценарій Георгія Березка
- Режисер - Володимир Дегтярьов
- Художники-постановники: Борис Пєтін, Василь Ігнатов
- Композитор - Едуард Колмановський
- Оператор - Микола Воїнов
- Звукооператор - Георгій Мартинюк
- Помічники режисера: Галина Любарська, В. Єгорова
- Асистент художника-постановника - А. Дудников
- Художники-мультиплікатори: Віктор Лихачов, Микола Федоров, Ігор Підгірський, Єлизавета Комова, Мстислав Купрач, Сергій Степанов, Вадим Долгих
- Художники-декоратори: Ірина Троянова, Олена Танненберг, Дмитро Анпілов, Ірина Прокоф'єва

## Ролі озвучували
- Микола Литвинов — від автора
- Георгій Віцин — індик/півні/гуска/кіт
- Юлія Юльська — гидке каченя
- Георгій Мілляр — індичка

## Факти
На телебаченні мультфільм також показували в рамках дитячої телепередачі «На добраніч, малюки!».